# Álvaro de Maldonado y Maldonado
Álvaro de Maldonado y Maldonado (1849 - 1917) est un militaire espagnol carliste.

## Biographie

### Études
Álvaro de Maldonado est le fils de José Joaquín de Maldonado et Rosales, chevalier de la Real Maestranza de Caballería de Ronda, et commissaire royal de la Mancha et de l'Estrémadure, et la cousine de celui-ci, María Magdalena Maldonado et Maldonado. Il nait le 16 juin 1849 à Ciudad Real.
Avant même ses quatorze ans il entre comme cadet au Collège de Cavalerie de Valladolid, et il est promu sous-lieutenant le 1 janvier 1867. Cette même année il obtient la croix blanche de première classe de l'ordre du Mérite Militaire.[réf. nécessaire]

### Carrière militaire
Il devient ensuite lieutenant en combattant pour Élisabeth II dans la bataille de Alcolea, mais cette bataille est surtout une défaite et marque la réussite de la révolution de 1868. Il émigre alors en France.
À la fin du mois de novembre, il rejoint les carlistes en offrant ses services à Charles de Bourbon, prétendant au trône d'Espagne, qui le fait capitaine. Il entre ainsi en campagne au mois de mai 1873, lors de la troisième guerre carliste, comme d'assistant du général Joaquín Elío, qui à cette époque était commandant en chef des carlistes du Nord.
Maldonado gagne la croix rouge de première classe de l'ordre royal du Mérite Militaire, dans la victoire de Udave et il est commandant en chef des troupes à la bataille de Montejurra (avec dont médaille a été gagnante). Il est élevé au rang de lieutenant colonel après la bataille de Somorrostro, et obtient la médaille de la Vizcay. Il se distingue ensuite à la bataille de Lácar puis le 17 août 1875, il est fait colonel en remerciement de ses services, alors même que la guerre se termine sur une défaite carliste et qu'il émigre en France.

### Après la guerre
Rentré plus tard en Espagne, il demeure loyal à la cause carliste et se présente candidat à la députation aux Cortes pour les élections de 1886 dans la circonscription de sa ville natale. Il échoue, mais rebondit en fondant dans cette même ville le journal traditionaliste Le Manchego (1886-1897).
En visite auprès de Charles de Bourbon en Suisse durant l'été 1897, le prétendant carliste le fait ensuite général de brigade, le 10 septembre à Lucerne. Il dit alors de lui :

« Il est l'un des premiers officiers de l'armée, qui avec une spontanéité noble, m'offrit son épée. Il a rendu honneur à son nom et aux traditions de sa famille durant la guerre. Cela fait 20 ans depuis qu'il a gagné le grade de colonel sur le champ de bataille, demeurant toujours digne de son histoire et de la grande Cause à laquelle il a consacré sa vie.
 »

Ami de Juan Vázquez de Mella, il a l'habitude de participer aux tertulias que ce dernier organise dans sa maison avec d'autres carlistes, tels que le père Bocos, le prêtre catalan Antonio Salas et le politique Natalio Rivas Santiago.
En 1907 il accompagne le prince Jacques de Bourbon lors de la visite anonyme que celui-ci réalise en Espagne, et ils visitent ensemble le Palais Royal de Madrid. Il obtient le titre de comte de Galiana, et meurt le 13 janvier 1917 à Madrid.
Il est le père du diplomate Álvaro de Maldonado et Liñán.